# Discografia di Luchè
La discografia di Luchè, rapper italiano attivo dal 1997 inizialmente come componente dei Co'Sang e successivamente come solista, si compone di cinque album in studio e oltre venti singoli.

## Album in studio
| Anno                                                         | Titolo | Classifiche | Classifiche | Certificazioni     |
| Anno                                                         | Titolo | ITA         | SWI         | Certificazioni     |
| ------------------------------------------------------------ | --- | ----------- | ----------- | ------------------ |
| 2012                                                         | L1 - Pubblicato: 19 giugno 2012 - Etichetta: Arealive - Formati: CD, download digitale                                                  | 45          | —           |                    |
| 2014                                                         | L2 - Pubblicato: 9 giugno 2014 - Etichetta: Roccia Music - Formati: CD, download digitale                                               | 24          | —           |                    |
| 2016                                                         | Malammore - Pubblicato: 15 luglio 2016 - Etichetta: Roccia Music, Universal - Formati: CD, download digitale, streaming                 | 2           | 92          | - ITA: Platino     |
| 2018                                                         | Potere - Pubblicato: 29 giugno 2018 - Etichetta: Universal - Formati: CD, 2 LP, download digitale, streaming                            | 1           | —           | - ITA: Platino (3) |
| 2022                                                         | Dove volano le aquile - Pubblicato: 1º aprile 2022 - Etichetta: Columbia - Formati: CD, 2 LP, MC, download digitale, streaming          | 1           | 63          | - ITA: Platino (2) |
| 2025                                                         | Il mio lato peggiore - Pubblicato: 16 maggio 2025 - Etichetta: Warner Music Italy - Formati: CD, 2 LP, MC, download digitale, streaming | 3           | 53          | - ITA: Oro         |
| "—" indica una pubblicazione non classificata in quel paese. | |             |             |                    |

## Singoli

### Come artista principale
| Anno                                                         | Titolo                                   | Classifiche | Certificazioni     | Album di provenienza    |
| Anno                                                         | Titolo                                   | ITA         | Certificazioni     | Album di provenienza    |
| ------------------------------------------------------------ | ---------------------------------------- | ----------- | ------------------ | ----------------------- |
| 2015                                                         | E 'cumpagn mie                           | —           |                    | Malammore               |
| 2015                                                         | Nisciun                                  | —           |                    | Malammore               |
| 2015                                                         | Per la mia città                         | —           |                    | Malammore               |
| 2016                                                         | Il mio nome                              | —           |                    | Malammore               |
| 2016                                                         | O' primmo ammore                         | —           | - ITA: Oro         | Malammore               |
| 2016                                                         | Che Dio mi benedica                      | —           | - ITA: Platino     | Malammore               |
| 2018                                                         | Je ce credevo                            | 57          | - ITA: Oro         | Potere                  |
| 2018                                                         | Torna da me                              | 47          | - ITA: Platino     | Potere                  |
| 2019                                                         | Stamm fort (feat. Sfera Ebbasta)         | 1           | - ITA: Platino (2) | Potere - Il giorno dopo |
| 2019                                                         | Parliamo                                 | 41          | - ITA: Platino     | Potere - Il giorno dopo |
| 2021                                                         | Topless (con CoCo e Geeno)               | 76          | - ITA: Oro         | Dove volano le aquile   |
| 2022                                                         | Le pietre non volano (feat. Marracash)   | 11          | - ITA: Platino     | Dove volano le aquile   |
| 2022                                                         | Che stai dicenn (feat. Paky)             | 59          |                    | Dove volano le aquile   |
| 2022                                                         | La notte di San Lorenzo                  | 27          | - ITA: Platino     | Dove volano le aquile   |
| 2022                                                         | Purosangue (feat. Shiva)                 | 7           | - ITA: Oro         | Dove volano le aquile   |
| 2023                                                         | Porta una rosa (Red Bull 64 Bars)        | —           |                    | /                       |
| 2025                                                         | Anno fantastico (feat. Shiva e Tony Boy) | 9           |                    | Il mio lato peggiore    |
| 2025                                                         | Autostima                                | 45          |                    | Il mio lato peggiore    |
| 2025                                                         | Nessuna                                  | 4           | - ITA: Oro         | Il mio lato peggiore    |
| "—" indica una pubblicazione non classificata in quel paese. |                                          |             |                    |                         |

### Come artista ospite
| Anno                                                         | Titolo                                                              | Classifiche | Certificazioni     | Album di provenienza  |
| Anno                                                         | Titolo                                                              | ITA         | Certificazioni     | Album di provenienza  |
| ------------------------------------------------------------ | ------------------------------------------------------------------- | ----------- | ------------------ | --------------------- |
| 2016                                                         | Veleno (Livio Cori feat. Luchè)                                     | —           |                    | /                     |
| 2016                                                         | Lasciarsi andare (CoCo feat. Luchè)                                 | —           |                    | La vita giusta per me |
| 2017                                                         | Te lo dicevo (Ensi feat. Luchè)                                     | —           |                    | V                     |
| 2017                                                         | Non ci vedi mai (The RRR Mob feat. Luchè)                           | —           |                    | Nuovo impero          |
| 2019                                                         | Yacht (Geolier feat. Luchè)                                         | 24          | - ITA: Oro         | Emanuele              |
| 2019                                                         | Come me (Gigi D'Alessio feat. Luchè)                                | —           |                    | Noi due               |
| 2020                                                         | Sport + muscoli (RMX) (Marracash feat. Lazza, Paky, Luchè e Taxi B) | 3           | - ITA: Platino (2) | Persona               |
| 2020                                                         | Chico (Guè feat. Rose Villain e Luchè)                              | 5           | - ITA: Platino (4) | Mr. Fini              |
| 2023                                                         | Qualcosa da bere (CoCo feat. Luchè e Geeno)                         | —           |                    | Mai più forse         |
| 2024                                                         | Jet privato (Lele Blade feat. Luchè)                                | —           |                    | Con i miei occhi      |
| 2024                                                         | Kiss (CoCo feat. Luchè)                                             | —           |                    | Mai più forse         |
| "—" indica una pubblicazione non classificata in quel paese. |                                                                     |             |                    |                       |

## Altri brani entrati in classifica
| Anno | Titolo                                          | Classifiche | Certificazioni     | Album di provenienza |
| Anno | Titolo                                          | ITA         | Certificazioni     | Album di provenienza |
| ---- | ----------------------------------------------- | ----------- | ------------------ | -------------------- |
| 2018 | Potere/Il sorpasso                              | 87          |                    | Potere               |
| 2018 | Star                                            | 69          | - ITA: Platino     | Potere               |
| 2018 | Non abbiamo età                                 | 79          | - ITA: Platino (3) | Potere               |
| 2025 | Il mio lato peggiore (con Lele Adani)           | 69          |                    | Il mio lato peggiore |
| 2025 | Miami Vice (feat. Sfera Ebbasta e Simba La Rue) | 8           |                    | Il mio lato peggiore |
| 2025 | Ginevra (feat. Geolier)                         | 1           |                    | Il mio lato peggiore |
| 2025 | Un milione di mani (feat. Rose Villain)         | 29          |                    | Il mio lato peggiore |
| 2025 | La mia vittoria (feat. Giorgia & Marracash)     | 44          |                    | Il mio lato peggiore |
| 2025 | Ilary (feat. Guè & Nerissima Serpe)             | 52          |                    | Il mio lato peggiore |

## Collaborazioni
| Anno | Artista                 | Brano                                                                                     |
| ---- | ----------------------- | ----------------------------------------------------------------------------------------- |
| 2010 | Surfa                   | Un'estate fa (feat. Daniele Vit, Ensi e Luchè)                                            |
| 2010 | Rischio                 | Nelle vene/Stesso sangue (feat. Royal Mehdi, Jake La Furia e Luchè)                       |
| 2010 | Exo Dj                  | Fino alla fine (feat. Jake La Furia, Emis Killa, Daniele Vit, Ensi, Luchè, Surfa e Vacca) |
| 2011 | Amir Issaa              | Sognando in grande (feat. Luchè)                                                          |
| 2011 | Emis Killa              | Io sono la moda (feat. Luchè)                                                             |
| 2011 | Don Joe, Shablo         | Senza un domani (feat. Gué Pequeno, Emiliano Pepe e Luchè)                                |
| 2012 | Don Joe, Shablo         | Senza un domani (Fritz da Cat Remix) (feat. Gué Pequeno, Emiliano Pepe e Luchè)           |
| 2012 | Corrado, Geeno          | Ciò che abbiamo siamo noi (feat. Luchè)                                                   |
| 2012 | Corrado, Geeno          | Nato pronto (feat. Gemitaiz, Luchè e MadMan)                                              |
| 2013 | Ivan Granatino          | Le mie lettere (feat. Luchè)                                                              |
| 2013 | Franco Ricciardi        | Soltanto pesi (feat. Luchè, D-Ross e Ivan Granatino)                                      |
| 2013 | Lowlow, Sercho          | Rose nere (feat. Luchè)                                                                   |
| 2013 | MadMan                  | NLS (feat. Gemitaiz e Luchè)                                                              |
| 2014 | Deleterio               | Ciao (feat. Marracash, Luchè e Jake La Furia)                                             |
| 2014 | G-Lu                    | My life (feat. Luchè e ZZ)                                                                |
| 2014 | Fred De Palma           | Conto i passi (feat. Luchè)                                                               |
| 2014 | Montenero               | Tale padre tale figlio (feat. 2nd Roof, Gué Pequeno e Luchè)                              |
| 2014 | The Night Skinny        | La verità (feat. Achille Lauro, Luchè, Johnny Marsiglia e Pat Cosmo)                      |
| 2014 | Gemitaiz                | Le mille e una notte (feat. Luchè e Caneda)                                               |
| 2015 | Nelson                  | Un'altra fan del giorno dopo (feat. Luchè)                                                |
| 2015 | Marracash               | Sushi & cocaina (feat. Luchè)                                                             |
| 2015 | Clementino              | Spiriti & show (feat. Coez e Luchè)                                                       |
| 2015 | Emis Killa              | Martin Luther King (feat. Luchè)                                                          |
| 2015 | MadMan                  | Non credo (feat. Luchè)                                                                   |
| 2015 | Rocco Hunt              | Nu brutto suonno (feat. Luchè)                                                            |
| 2015 | Sfera Ebbasta           | XDVRMX (feat. Luchè e Marracash)                                                          |
| 2016 | CoCo                    | Lasciarsi andare (feat. Luchè)                                                            |
| 2016 | Marracash e Gué Pequeno | Senza Dio RMX (feat. Luchè)                                                               |
| 2016 | Gemitaiz                | Voodoo (feat. CoCo e Luchè)                                                               |
| 2017 | Fuossera                | Vincere o perdere (feat. Luchè)                                                           |
| 2017 | Gué Pequeno             | Oro giallo (feat. Luchè)                                                                  |
| 2017 | Ensi                    | Te lo dicevo (feat. Luchè)                                                                |
| 2017 | The RRR Mob             | Non ci vedi mai (feat. Luchè)                                                             |
| 2017 | The Night Skinny        | Al mio fianco (feat. Luchè)                                                               |
| 2018 | Noyz Narcos             | Casa mia (feat. Luchè e Capo Plaza)                                                       |
| 2018 | Gué Pequeno             | Modalità aereo (feat. Luchè e Marracash)                                                  |
| 2018 | Carl Brave              | Ridere di noi (feat. Luchè)                                                               |
| 2019 | Lazza                   | Iside (feat. Luchè)                                                                       |
| 2019 | CoCo                    | Carillon (feat. Luchè)                                                                    |
| 2019 | Dark Polo Gang          | Splash RMX (feat. Gué Pequeno e Luchè)                                                    |
| 2019 | Side Baby               | Freddo (feat. Luchè)                                                                      |
| 2019 | Lele Blade              | Un attimo (feat. Luchè)                                                                   |
| 2019 | The Night Skinny        | Attraverso me (feat. Luchè)                                                               |
| 2019 | The Night Skinny        | Prometto (feat. Rkomi e Luchè)                                                            |
| 2019 | Geolier                 | Yacht (feat. Luchè)                                                                       |
| 2019 | Mecna e Sick Luke       | Non dormo mai (feat. Luchè, Tedua e Generic Animal)                                       |
| 2019 | Gigi D'Alessio          | Come me (feat. Luchè)                                                                     |
| 2020 | DrefGold                | Bankroll (feat. Luchè)                                                                    |
| 2020 | Ernia                   | Pensavo di ucciderti (feat. Luchè)                                                        |
| 2020 | Vale Lambo              | Che teng' 'a verè (feat. Luchè)                                                           |
| 2020 | Il Profeta              | Maserati (Reloaded) (feat. Marracash e Luchè)                                             |
| 2020 | CoCo                    | Eredità (feat. Luchè)                                                                     |
| 2021 | O'Iank                  | Guerra e pace (feat. Luchè)                                                               |
| 2021 | Gué Pequeno             | Denim Giappo (feat. Luchè)                                                                |
| 2021 | Sottotono               | Tranquillo 2021 (feat. Luchè e CoCo)                                                      |
| 2021 | Rocco Hunt              | Regole da infrangere (feat. Luchè)                                                        |
| 2022 | Sick Luke               | Temporale (feat. Ketama126, Izi e Luchè)                                                  |
| 2022 | Noyz Narcos             | Cry Later (feat. Sfera Ebbasta e Luchè)                                                   |
| 2022 | Paky                    | Giorno del giudizio (feat. Luchè e Mahmood)                                               |
| 2022 | The Night Skinny        | Fake (feat. Geolier e Luchè)                                                              |
| 2022 | The Night Skinny        | Scale (feat. Luchè)                                                                       |
| 2023 | Shiva                   | Riflessi rossi (feat. Guè e Luchè)                                                        |
| 2023 | Ghali                   | Sotto controllo (feat. Luchè)                                                             |
| 2024 | Sacky                   | Mare fuori (feat. Lacrim e Luchè)                                                         |
| 2024 | Geolier                 | Già lo sai (feat. Luchè)                                                                  |
| 2024 | The Night Skinny        | Solo (feat. Luchè)                                                                        |

## Videografia

### Video musicali
| Anno | Brano                    | Regia               |
| ---- | ------------------------ | ------------------- |
| 2012 | S'il vous plait          | Gianluca Sorrentino |
| 2012 | Appena il mondo sarà mio | Claudio D'avascio   |
| 2012 | Rockstar                 | Gianluca Sorrentino |
| 2012 | Ti voglio                | Mauro Russo         |
| 2012 | La risposta              | Mauro Russo         |
| 2013 | Piango dentro            | Gianluca Sorrentino |
| 2013 | GVNC                     | Gianluca Catania    |
| 2014 | Infame                   | Johnny Dama e Luchè |
| 2014 | Tutto può succedere      | Mauro Russo         |
| 2014 | Sporco napoletano        | Gianluca Catania    |
| 2014 | E 'cumpagn mie           | Johnny Dama         |
| 2014 | Il mio successo          | Johnny Dama         |
| 2015 | Nisciun                  | Johnny Dama         |
| 2015 | Per la mia città         | Johnny Dama         |
| 2015 | Vivo per questo          | Johnny Dama         |
| 2016 | Il mio nome              | Johnny Dama         |
| 2016 | O' primmo ammore         | Johnny Dama         |
| 2016 | Che Dio mi benedica      | Johnny Dama         |
| 2016 | E' sord                  | Johnny Dama         |
| 2016 | Bello                    | Johnny Dama         |
| 2018 | Torna da me              | Mauro Russo         |
| 2019 | Non abbiamo età          | Tony Ruggiero       |
| 2019 | Parliamo                 | Fabrizio Conte      |
| 2021 | Topless                  | Mauro Russo         |
| 2022 | Le pietre non volano     | Mauro Russo         |

### Video live
| Anno | Brano      | Regia        |
| ---- | ---------- | ------------ |
| 2017 | Fin qui    | Johnny Dama  |
| 2019 | Stamm fort | Stiv Michael |